# 水の江里浦嶋公園
水の江里浦嶋公園（みずのえさと うらしまこうえん）は、京都府与謝郡伊根町本庄浜にある公園。浦嶋神社に隣接しており、浦嶋伝説をモチーフとしている。

## 歴史
- 2014年（平成26年）9月 - リニューアルオープン。

## 施設
玉手箱をイメージした浦嶋館や、浦島太郎・乙姫などのモニュメントなどで、伊根町に伝わる浦嶋伝説を表している。浦嶋館には筒川そばを提供するレストランや小さなコンビニがある。エントランス広場や芝生広場や駐車場などがある。

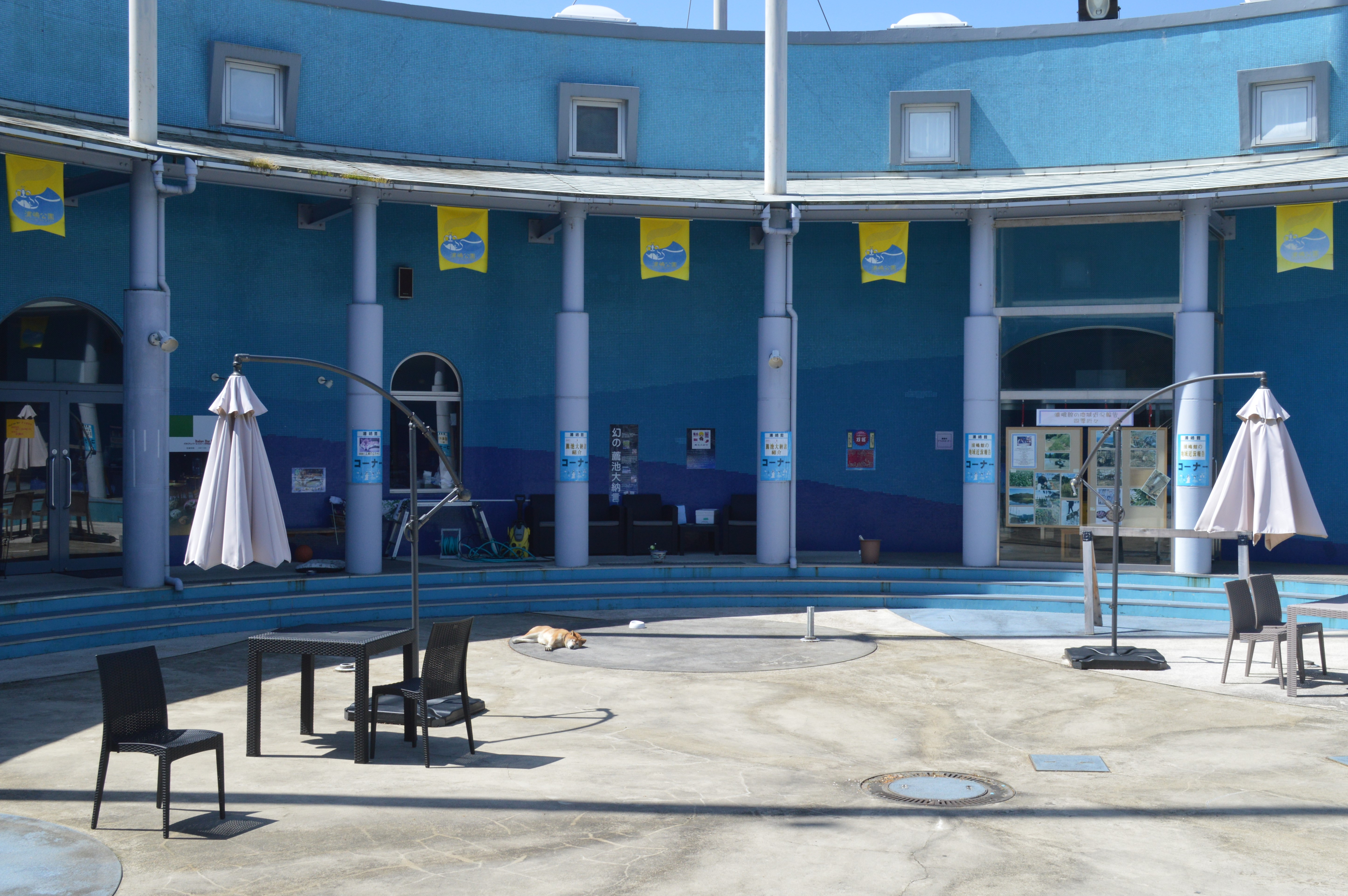
浦嶋館の内部
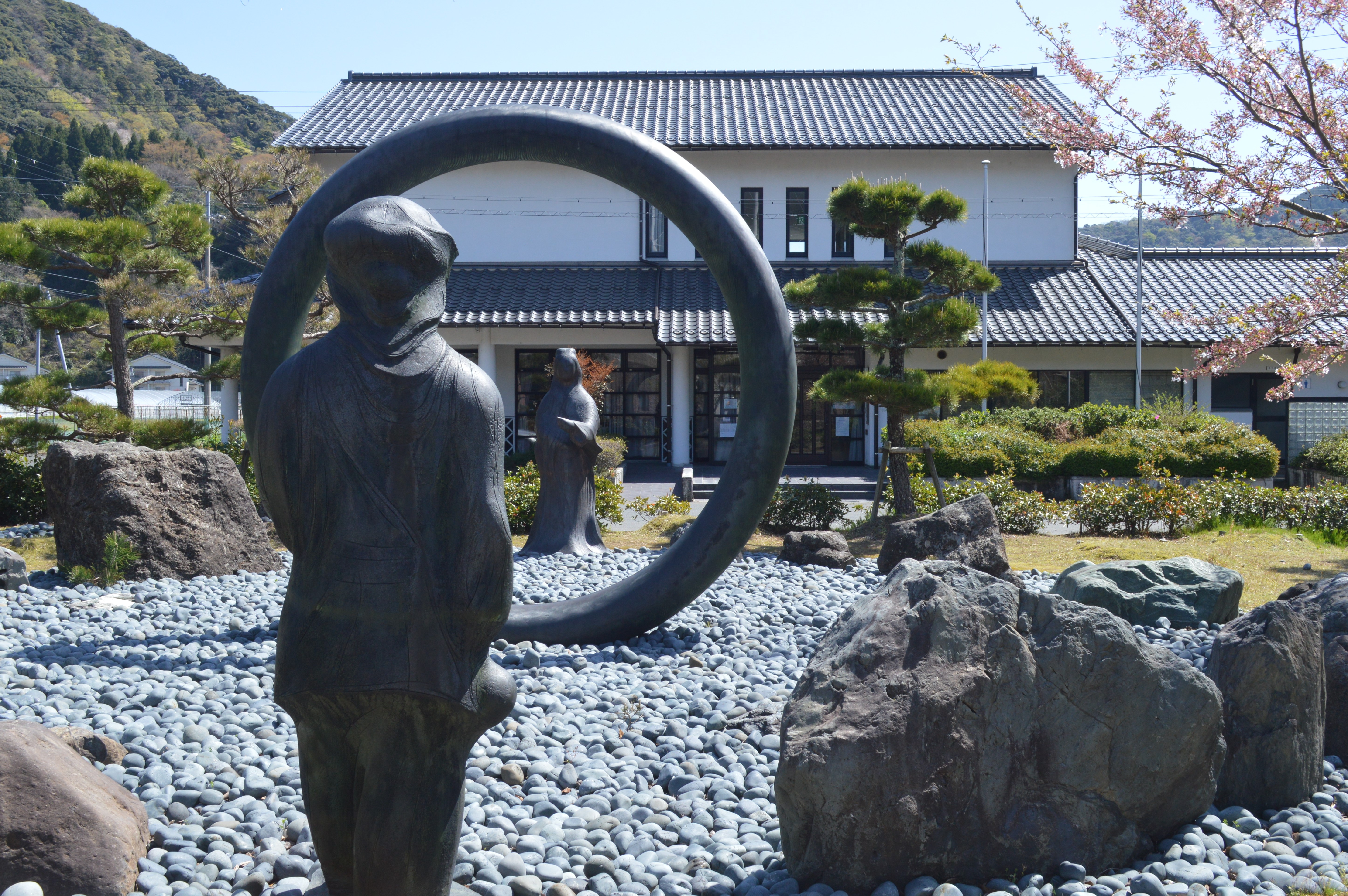
浦島太郎や乙姫のモニュメント

## 基礎情報
所在地
- 626-0403 京都府与謝郡伊根町字本庄浜111-1

アクセス
- 京都縦貫自動車道宮津天橋立ICから国道178号で約80分
- 京都丹後鉄道宮豊線 天橋立駅から丹海バスの経ヶ岬または蒲入行きに乗車で約70分ののち浦嶋神社前バス停下車すぐ

## 周辺

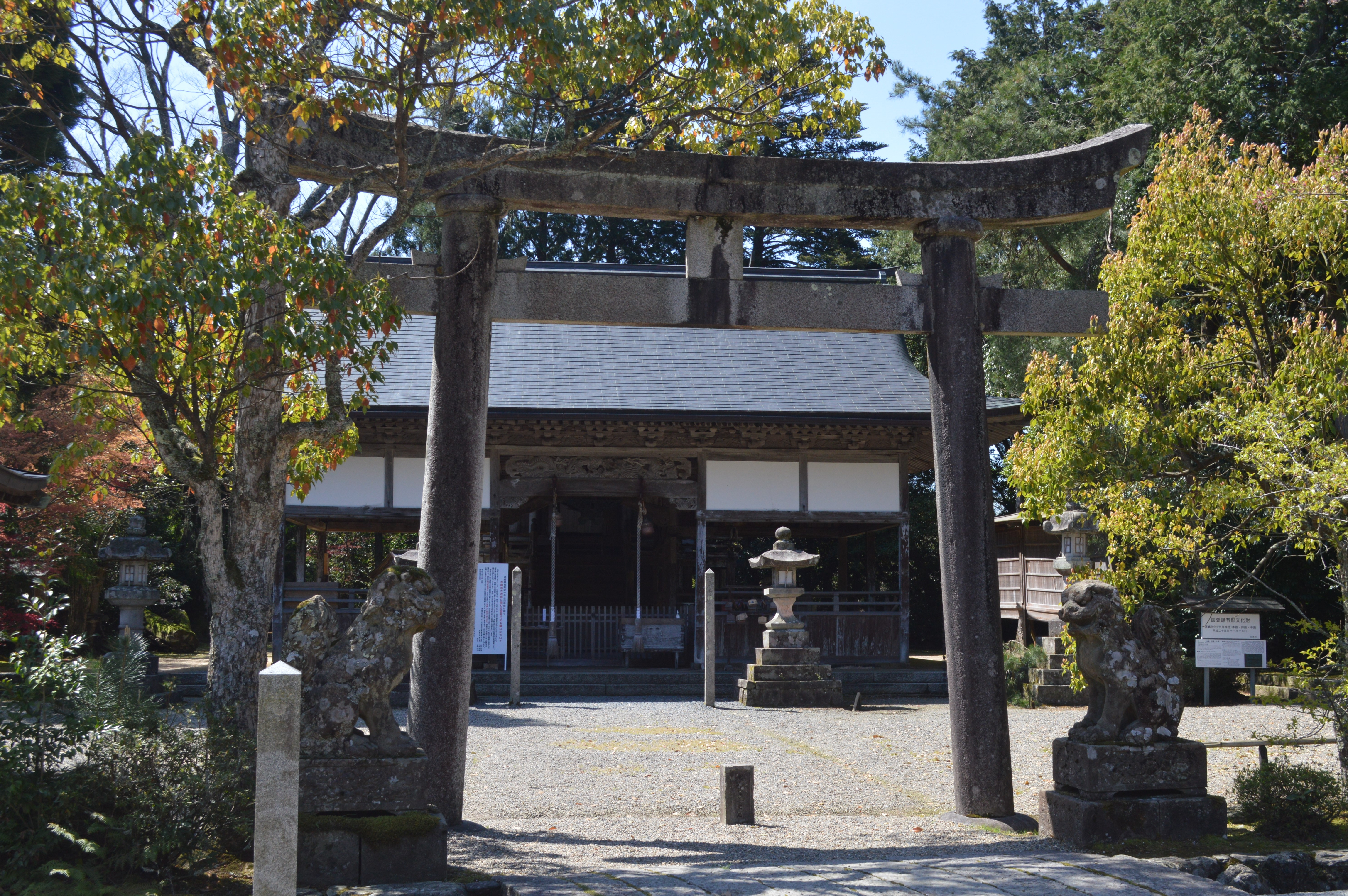
浦嶋神社

- 浦嶋神社（宇良神社）
- 京都府道623号本庄浜本庄宇治線
- 国道178号
- 伊根町立本庄小学校
- 伊根町立本庄中学校
- 布引滝
- 奥伊根温泉
- 本庄浜海水浴場
- 本庄漁港